# Beter Alphen
Beter Alphen (BA) is een lokale politieke partij in de Nederlandse gemeente Alphen aan den Rijn. De partij is met één zetel vertegenwoordigd in de gemeenteraad.

## Geschiedenis
Wil Verschuur en Maarten Krumpelman werden bij de verkiezingen van 1998 verkozen tot gemeenteraadslid voor de Alphense Stadspartij. Van deze partij splitsten zij zich in maart 2001 af, waarna zij verdergingen onder de naam Beter Alphen. Volgens hen had de voorzitter van de Stadspartij een achterbakse houding naar de raadsleden toe.
In 2002 deed de partij voor het eerst mee aan de gemeenteraadsverkiezingen. Beter Alphen behaalde twee zetels, waardoor Verschuur en Krumpelman beiden hun zetel behielden. In de verkiezingscampagne pleitte de partij onder meer voor een bruisend uitgaansleven en de terugkeer van de lokale omroep.
Bij de raadsverkiezingen van 2006 verloor de partij haar tweede zetel. Sindsdien bleef het zeteltal elke verkiezing op één, die telkens werd ingenomen door Verschuur. Nadat zij vanaf 2022 met gezondheidsproblemen kampte, overleed zij op 28 maart 2025.

## Politieke stijl
Fractievoorzitter Verschuur kwam vaak in opspraak vanwege haar uitspraken. In september 2002 noemde zij allochtonen "het grootste probleem van de stad", en stelde zij dat Marokkanen en Antillianen verantwoordelijk waren voor tachtig procent van de Alphense misdaad. Dit beeld werd niet onderschreven door de verantwoordelijk wethouder en politie. De Alphense El Fath-moskee deed aangifte tegen Verschuur, op grond van discriminatie. Na een onderzoek stelde de officier van justitie dat niet bewezen kon worden of zij zich opzettelijk schuldig had gemaakt aan groepsbelediging. In juni 2004 kwam zij weer in opspraak, toen zij stelde dat "de Alphense burger zich ergert aan een mevrouw met een hoofddoekje achter de balie". Het ging daarbij om een ambtenaar van de gemeente.
In 2014 maakte Verschuur tijdens een informeel overleg D66-fractievoorzitter Heijkoop uit voor "leugenachtig rotwijf" en "teringwijf". Ook had zij volgens Heijkoop gezegd: "Ik kan je wel vermoorden, ik ga je vermoorden, ik ga weg anders vermoord ik je, ik doe je wat aan klerewijf." Heijkoop deed aangifte van belediging en bedreiging. Verschuur zelf zei dat zij haar alleen een "gemeen leugenachtig rotwijf" had genoemd. Zij werd vrijgesproken van bedreiging, maar moest wel een boete betalen vanwege de belediging. Verschuur was het hier niet mee eens en procedeerde tot aan de Hoge Raad, maar deze bleef bij deze boete.
Ook op Twitter bezigde Verschuur grof taalgebruik. Aldaar gaf zij aan de ministers Rutte en Kaag uit een vliegtuig te willen gooien, en vroeg zij bij biddende moslims waar de "hakbijlen en koppensnellers" waren.

## Standpunten
Beter Alphen wil een stevige oppositiepartij zijn, en profileert zich als luis in de pels van de gevestigde partijen. Wat betreft de landelijke politiek sympathiseerde partijleider Verschuur met de PVV van Geert Wilders. De belangrijkste standpunten van Beter Alphen bij de verkiezingen van 2022 waren:
- Geen hoogbouw,
- Geen bureaucratie in de zorg,
- Niet bouwen in de Gnephoekpolder,
- Hondenbelasting afschaffen,
- Geen windturbines en zonneweides.

## Verkiezingsuitslagen
De partij heeft bij verschillende verkiezingen de volgende resultaten behaald:
| Jaar | Stemmen | %     | Zetels |
| ---- | ------- | ----- | ------ |
| 2002 | 1601    | 5,39% | 2 / 35 |
| 2006 | 1421    | 4,85% | 1 / 35 |
| 2010 | 1081    | 3,68% | 1 / 35 |
| 2013 | 1240    | 3,68% | 1 / 39 |
| 2018 | 2043    | 4,24% | 1 / 39 |
| 2022 | 1322    | 2,77% | 1 / 39 |